# Neptosternus winkelmanni
Neptosternus winkelmanni là một loài bọ cánh cứng trong họ Bọ nước. Loài này được Hendrich & Balke miêu tả khoa học năm 1997.